# Otto Hebold
Otto Hebold (* 27. Juli 1896 in Berlin; † 4. Januar 1975 in Bautzen) war ein deutscher Psychiater und zur Zeit des Nationalsozialismus als T4-Gutachter an Euthanasieverbrechen beteiligt.

## Leben
Otto Hebold, Sohn des gleichnamigen Direktors der Städtischen Heil- und Pflegeanstalt Berlin-Wuhlgarten, ging anfangs in die Schulabteilung der Anstalt seines Vaters, danach in Biesdorf zur Volksschule und besuchte ab 1906 das Gymnasium zum Grauen Kloster in Berlin. Er wurde noch vor Beendigung seiner gymnasialen Schullaufbahn während des Ersten Weltkrieges nach Ablegung der Notprüfung für die Oberprima 1915 zum Kriegsdienst einberufen. Nach Militärausbildung und Einsatz in Ungarn und Frankreich, geriet er in Verdun in Gefangenschaft. Nach Kriegsende wurde Hebold dennoch das Abitur zuerkannt. Hebold studierte nach seiner Heimkehr 1920 an den Universitäten Berlin und Rostock Medizin, was er nach der ärztlichen Vorprüfung 1922 aus wirtschaftlichen Gründen zwischenzeitlich unterbrach. Nachdem er nach einer Banklehre das Medizinstudium in Rostock und Berlin wiederaufgenommen und 1926 mit dem Staatsexamen abgeschlossen hatte und als Medizinalpraktikant im Landeskrankenhaus Karolinenstift in Neustrelitz tätig gewesen war, erhielt er 1927 die ärztliche Approbation. Hebold promovierte 1928 an der Universität Rostock mit der Dissertation: Über die Ergebnisse der Röntgenbehandlung bei Knochen- und Gelenktuberkulose von der Chirurgischen Universitätsklinik zu Rostock (1919–1924) zum Dr. med. Danach war er als Assistenzarzt in Wolfenbüttel und an den Brandenburgischen Heil- und Pflegeanstalten Eberswalde sowie in der Landesanstalt Teupitz, wo er Oberarzt wurde, beschäftigt.

## Zeit des Nationalsozialismus
Hebold trat zum 1. Mai 1933 der NSDAP bei (Mitgliedsnummer 2.781.136). Im Herbst 1933 wurde er Mitglied der SA und war dort Sanitätssturmführer der SA-Reserve, ab 1935 Unterarzt und später Assistenzarzt der Reserve. Hebold wurde 1936 in der Anstalt Eberswalde zum Oberarzt befördert und dort an der Durchführung von Zwangssterilisationen beteiligt. Nach weiterem Militärdienst 1939 war er ab Januar 1940 als Arzt in dem Reservelazarett Berlin-Buch tätig, das der Klinik des Kaiser-Wilhelm-Instituts angegliedert war.
Im April 1940 wurde er durch die „Reichsarbeitsgemeinschaft Heil- und Pflegeanstalten“ als T4-Gutachter angeworben und war vom 8. Mai 1940 bis April 1943 T4-Gutachter und Selektionsarzt der Zentraldienststelle T4. Hebold war ab 1943 als Oberarzt sowie stellvertretender Direktor in der Anstalt Eberswalde und ab April 1944 im Lazarett Brandenburg-Görden (Neurologisch-Psychiatrische Abteilung) tätig.

## Nach Kriegsende
Nach Kriegsende war Hebold ab 1945 als praktischer Arzt in der DDR, zunächst in Schmetzdorf und ab 1952 in Lückstedt tätig. Er wurde 1946 Mitglied des FDGB und 1951 der NDPD. Ab Mai 1954 leitete Hebold das Landambulatorium in Falkenberg (Bezirk Cottbus) und wurde 1962 zum Sanitätsrat ernannt. Im Zuge eines Ermittlungsverfahrens bezüglich Dietrich Allers, dem ehemaligen Geschäftsführer der „Euthanasie“-Zentrale T4, wurde Hebold 1948 in Magdeburg vernommen. Hebold selbst geriet jedoch zunächst nicht in das Visier der Ermittlungen. Im Zuge westdeutscher Verfahren wurden auch Hinweise auf Hebolds Beteiligung an den Euthanasieverbrechen offenkundig, die am 8. Februar 1964 durch ein Rechtshilfegesuch der hessischen Staatsanwaltschaft bestätigt wurden. Nachdem gegen Hebold ermittelt worden war (MfS, Hauptabteilung V/I – Deckname Teufel), erfolgte am 24. März 1964 seine Festnahme durch das MfS und anschließend Anklage wegen Verbrechen gegen die Menschlichkeit vor dem Bezirksgericht Cottbus. Der Verfahrensgegenstand beinhaltete die Mitwirkung an der Aktion T4 durch die Begutachtung von etwa übersandten 6.000 Meldebögen und weiterer 25.000 Patienten von Heil- und Pflegeanstalten im Reichsgebiet. Des Weiteren wurde Hebold die Teilnahme an Vergasungen in der Tötungsanstalt Bernburg und der Tötungsanstalt Pirna-Sonnenstein vorgeworfen. Zudem war seine Teilnahme an der Selektion von „geisteskranken“ Häftlingen im KZ Sachsenhausen im Rahmen der Aktion 14f13 Verfahrensgegenstand. Weiterhin war Hebold aufgrund seiner Tätigkeit als Vollstreckungsarzt bei der Hinrichtung von Widerstandskämpfern im Zuchthaus Brandenburg angeklagt. Aufgrund dieser Verbrechen wurde Hebold am 12. Juli 1965 zu lebenslangem Zuchthaus verurteilt. Hebold war im Zuchthaus Bautzen inhaftiert, wobei er zeitweise eine Zelle mit Adolf-Henning Frucht teilte und Anfang Januar 1975 im Haftkrankenhaus von Bautzen verstarb.